# Крест Военно-воздушных сил (США)
Крест Военно-воздушных сил (англ. Air Force Cross, аббревиатура: англ. AFC) — персональная военная награда Военно-воздушных сил США, высшая награда Военно-воздушных сил, вторая награда по старшинству в общей системе старшинства военных наград США, эквивалента Кресту «За выдающиеся заслуги» Армии США и Военно-морскому кресту, которым награждаются военнослужащие Военно-морских сил США, Корпуса морской пехоты и Береговой охраны США.
Основанием для награждения Крестом Военно-воздушных сил служит проявленный особо выдающийся героизм, не могущий, однако, быть отмеченным Медалью Почёта.

## История награды
Награда учреждена Актом Конгресса США Pub. L. 88-593 6 июля 1960 г., установившим награждение военнослужащих ВВС Крестом Военно-воздушных сил вместо ранее практиковавшего награждения Крестом «За выдающиеся заслуги» (наградой Армии США).
Дизайн награды разработан Элеонорой Кокс (англ. Eleanor Cox), служащей ВВС США и Томасом Хадсоном Джонсом (англ. Thomas Hudson Jones), работником Института геральдики Армии США.
Первым награждённым был майор Рудольф Андерсон мл. (посмертно), пилот самолёта Локхид U-2, совершавший разведывательные полёты над Кубой во время Карибского кризиса и сбитый советской зенитной ракетой 27 октября 1962 г. По состоянию на 2008 г. было произведено 192 награждения, всего Крестом военно-воздушных сил было награждено 187 человек (50 человек посмертно):
- 2 человека было награждено за героические поступки, совершённые во время Второй мировой войны (возможно ретроактивное награждение Крестом Военно-воздушных сил);
- 1 человек (Р. Андерсон) был награждён во время Карибского кризиса;
- 180 человек — во время Войны во Вьетнаме, в том числе:
  - Джеймс Х. Каслер — единственный троекратно награждённый Крестом Военно-воздушных сил;
  - трое участников Войны во Вьетнаме, награждённых дважды;
- 7 человек были награждены в период с 1975 по 2001 г.;
- 2 человека были награждены после 11 сентября 2001 г., во время т. н. «войны против террора»[3].

## Критерии награждения
Награждение Крестом Военно-воздушных сил производится от имени Президента США.
Решение о награждении утверждается в мирное время государственным секретарём Военно-воздушных сил, в военное время — директором Кадрового управления Военно-воздушных сил по представлению офицера высшего состава в звании не ниже генерал-лейтенанта.
Крестом Военно-воздушных сил награждаются лица, проходящие службу в Военно-воздушных силах США на любой должности, проявившие особо выдающийся героизм, не могущий, однако, быть отмеченным Медалью почёта.
Крестом Военно-воздушных сил награждаются лица, проявившие особо выдающийся героизм во время:
- участия в боевых действиях против военного противника США;
- участия в военных конфликтах с противостоящими иностранными вооруженными силами;
- участия в составе союзных вооружённых сил в вооружённом конфликте с противостоящими иностранными вооружёнными силами страны, с которой США не находятся в состоянии войны[5].

Крестом Военно-воздушных сил могут быть награждены граждане США: военнослужащие и гражданские лица. Иностранные военнослужащие и гражданские лица также могут быть награждены.

AFI 36-2803. Инструкция Военно-воздушных сил. Награды Военно-воздушных сил (извлечение). 
…
Приложение 4
ОБРАЗЦЫ ПРИКАЗОВ О НАГРАЖДЕНИИ ОТДЕЛЬНЫМИ НАГРАДАМИ
…
А4.2. Крест Военно-воздушных сил
А4.2.1. Вводная часть. Президент Соединённых Штатов Америки, в соответствии с полномочиями, изложенными в Кодексе США, раздел 10, отдел 8742, награждает Крестом Военно-воздушных сил майора Энтони Дж. Джонса за особо выдающийся героизм в военных операциях против (противника Соединённых Штатов) ИЛИ (противостоящих вооруженных сил) во время выполнения (указывается боевая задача) ИЛИ (указывается дата) ИЛИ (указывается промежуток времени с ___ по ___).
А4.2.2. Описательная часть. (Указывается дата) ИЛИ (указывается промежуток времени с ___ по ___), во время выполнения задачи по уничтожению хорошо защищённой цели, самолёт майора Джонса был атакован вражеским истребителем и получил серьёзные повреждения. Видя, что тяжело раненый второй пилот и другие члены экипажа не могли покинуть машину, майор Джонс, невзирая на грозящую ему опасность, продолжил пилотирование и, стремясь спасти жизни членов своего экипажа, совершил вынужденную посадку.
А4.2.3. Заключительная часть. Своим выдающимся героизмом, превосходной лётной квалификацией, мужеством перед лицом противника, майор Джонс снискал честь и славу себе и Военно-воздушным силам США.
А4.2.3.1. В случае посмертного награждения. Своим выдающимся героизмом, превосходной лётной квалификацией, мужеством перед лицом противника, верностью в служении своей стране майор Джонс снискал честь и славу себе и Военно-воздушным силам США.
Оригинальный текст (англ.) AFI 36-2803. Air Force Instruction. The Air Force Awards and Decoration Program (excerpt)
...
Attachment 4
INSTRUCTIONS FOR PREPARING CITATIONS FOR SPECIFIC AWARDS
…
A4.2. Air Force Cross: 
A4.2.1. Opening Sentence. The President of the United States of America, authorized by Title 10, Section 8742, U.S.C, awards the Air Force Cross to Major Anthony J. Jones for extraordinary heroism in military operations against (an armed enemy of the United States) OR (an opposing armed force) as(duty assignment) OR (at or near) (on ____ ) OR (from ____ to ____ ).
A4.2.2. Narrative Description. (On that date) OR (During this period) while attacking a heavily defended target, Major Jones' aircraft was severely damaged when it was deliberately rammed by an enemy fighter plane. Realizing that the critically injured copilot and other crewmembers were unable to abandon the aircraft, Major Jones, without regard for his personal safety, remained at his station and guided the aircraft to a crash-landing in order to save the lives of his crew. 
A4.2.3. Closing Sentence. Through his extraordinary heroism, superb airmanship, and aggressiveness in the face of the enemy, Major Jones reflected the highest credit upon himself and the United States Air Force. 
A4.2.3.1. Posthumous Award. Through his extraordinary heroism, superb airmanship, and aggressiveness in the face of the enemy, and in the dedication of his service to his country, Major Jones reflected the highest credit upon himself and the United States Air Force.

## Описание награды
Награда представляет собой оксидированный бронзовый крест, в центре креста — стилизованное облако, на облаке, в центре креста, размещён позолоченный белоголовый орлан, национальный символ США, с распростёртыми крыльями. Вокруг орлана — лавровый венок, листья венка покрыты зелёной эмалью, края листьев — цвета золота. Реверс награды гладкий, пригодный для нанесения гравированных надписей.
Крест прикрепляется к пятиугольной колодке, обтянутой лентой награды.
На ленте награды пять полос, расположенных симметрично относительно центральной оси, слева направо: узкая красная (англ. Old Glory Red), узкая белая (англ. White), широкая голубая (англ. Brittany Blue) полоса, занимающая большую часть площади ленты, узкая белая полоса, узкая красная полоса.
Повторные награждения Крестом Военно-воздушных сил обозначаются дополнительным знаком — Дубовыми листьями (англ. Oak Leaf Cluster), бронзовыми или серебряными. Второе награждение обозначается одним бронзовым знаком, носимым на колодке медали или на планке награды, третье награждение — двумя бронзовыми знаками Дубовые листья (первое награждение обозначается самой медалью или планкой награды). Серебряные Дубовые листья обозначают пять награждений и вместе с медалью (планкой) могут указывать на шестикратное награждение.
Подробнее об обозначении повторных награждений Дубовыми листьями см: Дубовые листья: дополнительный знак награды

## Порядок ношения
Крест Военно-воздушных сил является высшей наградой Военно-воздушных сил США и второй наградой по старшинству в общей системе старшинства военных наград США.
Военнослужащими ВВС США Крест Военно-воздушных сил, как и прочие медали, носится на левой стороне груди, при наличии нескольких наград крайним справа, в верхнем ряду (старшая награда, Медаль Почёта, при наличии, носится на шейной ленте). Планка с лентой награды военнослужащими ВВС носится на левой стороне груди после планки Медали Почёта. Эквивалентные награды (медали или планки) других видов Вооружённых сил (Крест «За выдающиеся заслуги» и Военно-морской крест, при их наличии) носятся в ВВС после Креста Военно-воздушных сил
Военнослужащие иных видов Вооруженных сил носят Крест военно-воздушных сил после эквивалентных наград вида Вооружённых сил, к которому относится военнослужащий (см. таблицу ниже).
|                               | Порядок старшинства в видах Вооружённых сил США    |                                                    |                                                    |                                                    |                                                                      |
| Военно-воздушные силы         | Армия                                              | Военно-морские силы                                | Корпус морской пехоты                              | Береговая охрана                                   |                                                                      |
| Старшая награда               | Медаль Почёта                                      | Медаль Почёта                                      | Медаль Почёта                                      | Медаль Почёта                                      | Медаль Почёта                                                        |
|                               | Крест Военно-воздушных сил                         | Крест «За выдающиеся заслуги»                      | Военно-морской крест                               | Военно-морской крест                               | Военно-морской крест                                                 |
| Крест «За выдающиеся заслуги» | Военно-морской крест                               | Крест «За выдающиеся заслуги»                      | Крест «За выдающиеся заслуги»                      | Крест «За выдающиеся заслуги»                      |                                                                      |
| Военно-морской крест          | Крест Военно-воздушных сил                         | Крест Военно-воздушных сил                         | Крест Военно-воздушных сил                         | Крест Военно-воздушных сил                         |                                                                      |
| Младшая награда               | Медаль Министерства обороны «За выдающуюся службу» | Медаль Министерства обороны «За выдающуюся службу» | Медаль Министерства обороны «За выдающуюся службу» | Медаль Министерства обороны «За выдающуюся службу» | Медаль Министерства национальной безопасности «За выдающуюся службу» |

Подробнее о порядке ношения военных наград США см.: Военные награды США. Подробнее о системе старшинства американских военных наград см.: Порядок старшинства военных наград США